# Gedenkstätte Sachsenburg

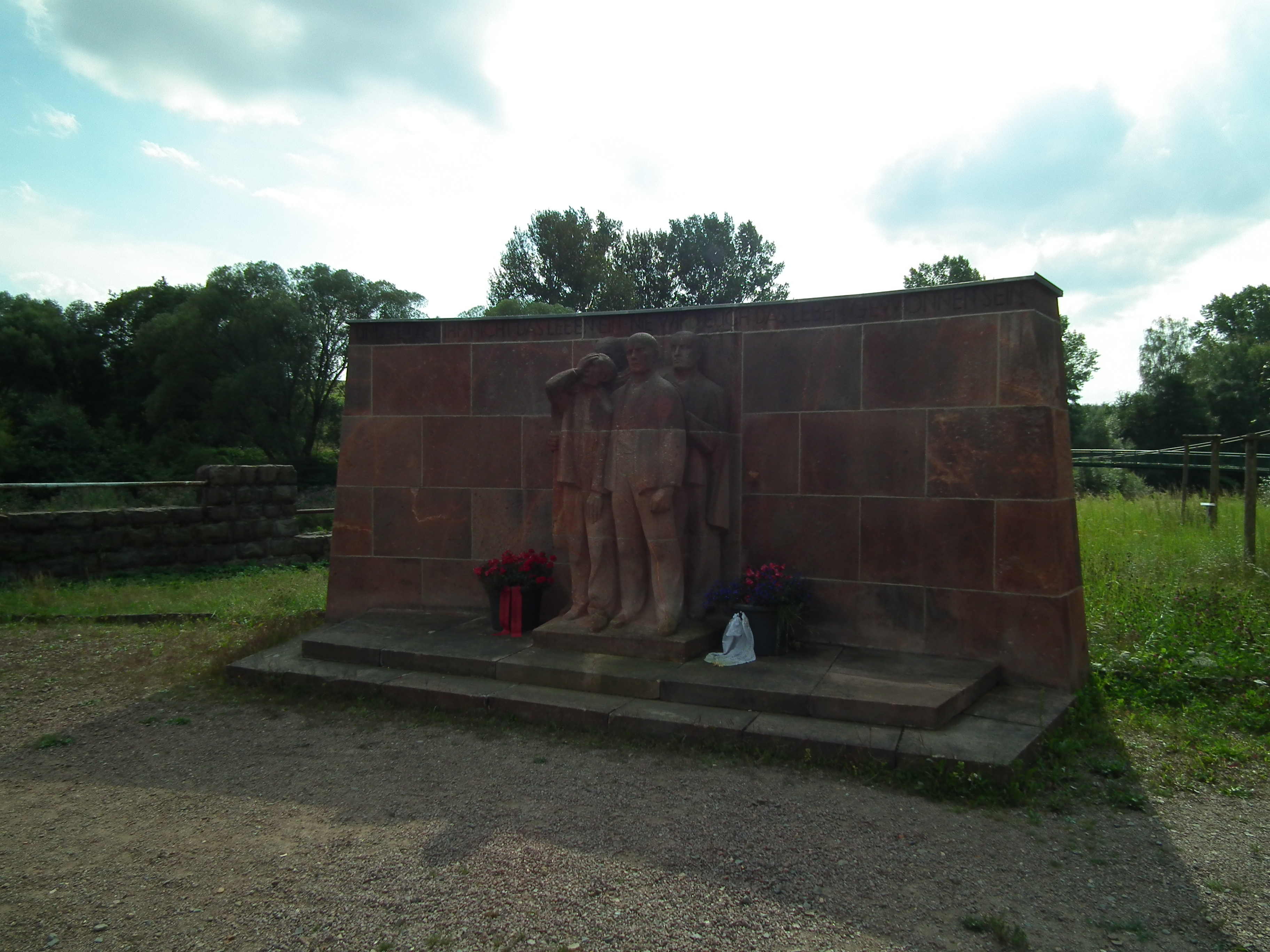
Das 1968 errichtete Mahnmal, gestaltet von Hanns Diettrich (2016)

Die Gedenkstätte Sachsenburg erinnert an das frühe Konzentrationslager Sachsenburg (1933 bis 1937). Nach dem Ende der DDR wurde eine 1974 eröffnete Ausstellung im ehemaligen Fabrikgebäude in Sachsenburg geschlossen, die Mahnmale auf dem Gelände blieben erhalten. Seit den 1990er Jahren setzen sich verschiedene Initiativen für eine neue KZ-Gedenkstätte ein. Im Juni 2018 beschloss der Stadtrat Frankenberg die Errichtung einer neuen Gedenkstätte. Diese soll von der Stiftung Sächsische Gedenkstätten gefördert werden. Eine Außenraum-Ausstellung informiert seit 2019 über Aspekte der KZ-Geschichte.

## Denkmale und Außenraum-Ausstellung

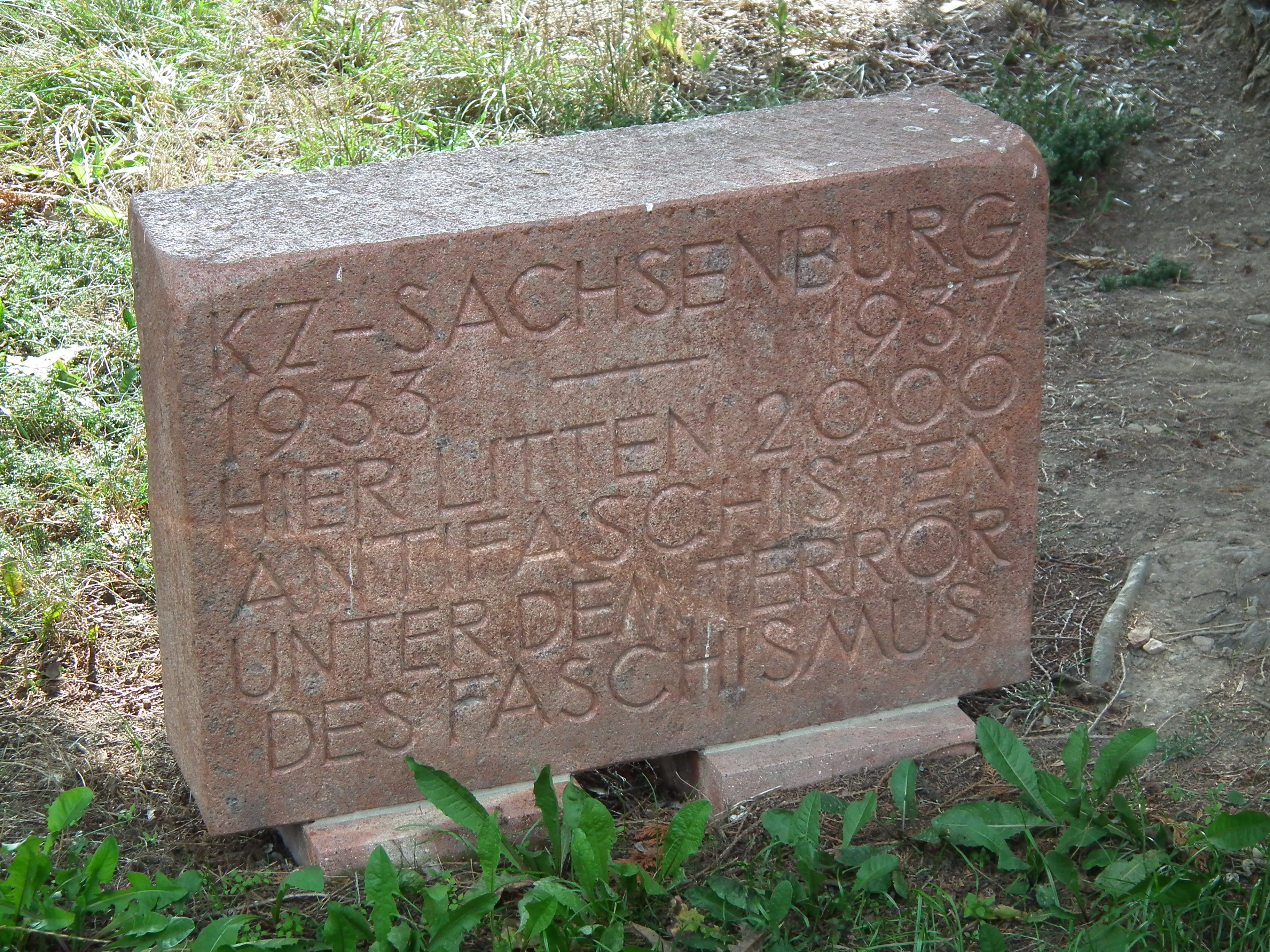
Gedenkstein zur Erinnerung an das KZ Sachsenburg (2016)

### Mahnmale auf dem ehemaligen KZ-Gelände
Seit 1968 erinnert ein von dem Bildhauer Hanns Diettrich gestaltetes Denkmal an das Konzentrationslager. Das Werk stellt vier erschöpfte Häftlinge dar und ist mit einer Inschrift überschrieben, die auf Friedrich Schillers „Wallenstein“ zurückgeht: „Und setzet ihr nicht das Leben ein, nie wird euch das Leben gewonnen sein.“ Ein weiterer Gedenkstein nennt die Zahl von 2000 in Sachsenburg inhaftierten Antifaschisten. Tatsächlich war die Zahl der in Sachsenburg Inhaftierten weitaus höher, die Forschung konnte bislang die Namen von über 7000 Häftlingen ermitteln.

### Außenraum-Ausstellung "Pfad der Erinnerung"
Auf dem Gelände des ehemaligen Konzentrationslagers behandelt seit Sommer 2019 eine von der Stadt Frankenberg in Auftrag gegebene Außenraum-Ausstellung ausgewählte Aspekte der Geschichte des KZ Sachsenburg. Historische Fotografien vermitteln einen Eindruck der früheren Gebäudenutzung, während Zitate von KZ-Überlebenden eine Vorstellung des Lageralltags ermöglichen. Zunächst wurden zehn Stelen an historischen Orten aufgestellt, weitere zehn sollen 2020 folgen. Zuvor hatte nur eine kleine Fensterausstellung am Eingang zu dem Gelände an das ehemalige KZ Sachsenburg erinnert, sie war von der Initiative „Klick“ erarbeitet worden.

## Gedenkstätte Sachsenburg in der DDR

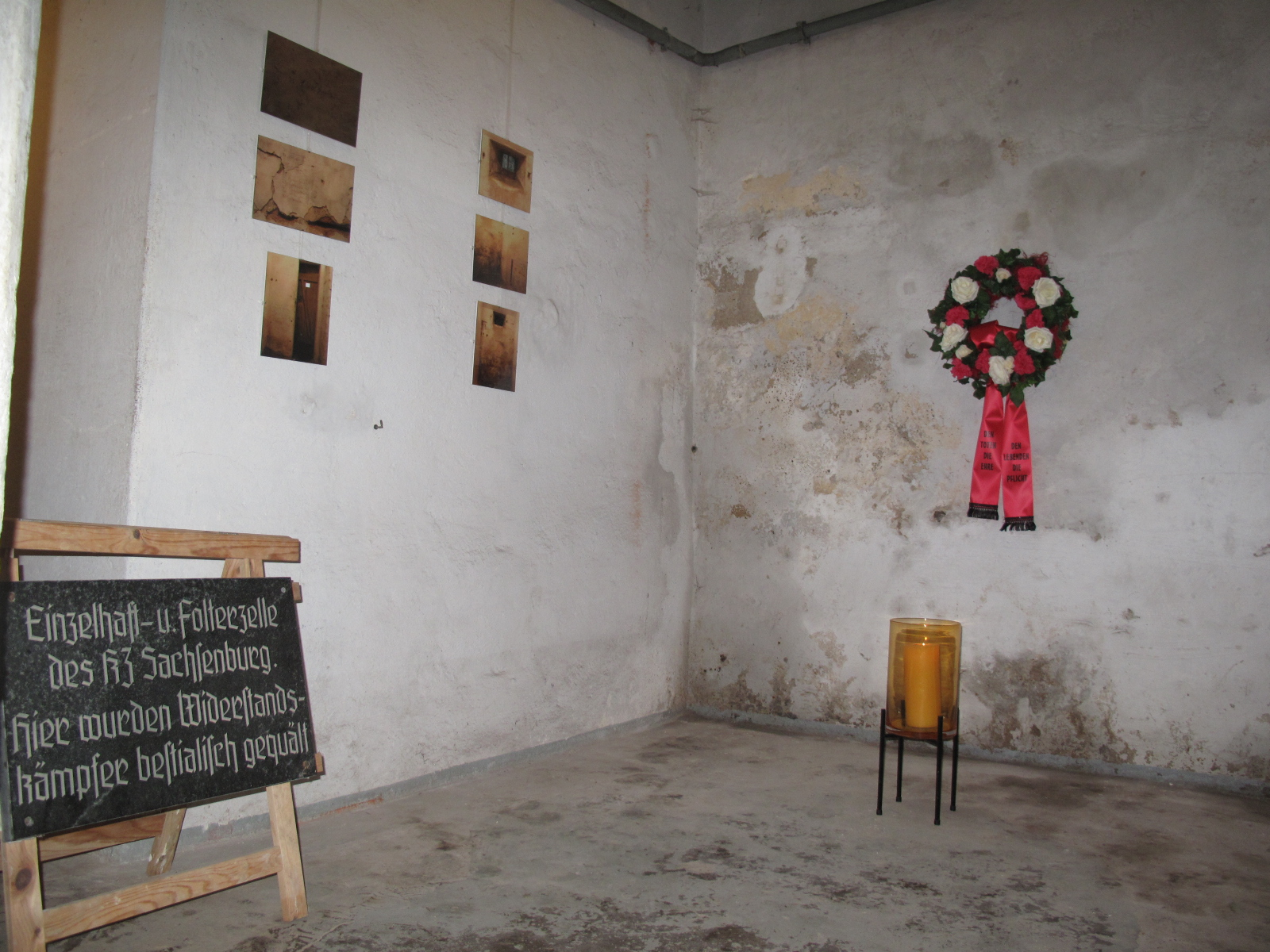
Der provisorische Gedenkraum vor den vier erhalten Haftzellen (2015)

### Mahnmale nach dem Zweiten Weltkrieg
Nach dem Ende der NS-Herrschaft wurde 1945 eine Gedenktafel auf dem Gelände des ehemaligen KZ Sachsenburg angebracht. 1957 ließ die SED ein erstes „Ehrenmal für die Opfer des Faschismus“ errichten. Das von Paul Friede entworfene Denkmal zeigte einen Mann, der seine Ketten abwirft. Beide Gedenkzeichen sind heute nicht mehr erhalten.

### Gedenkstätte im Fabrikgebäude
1974 wurde in dem Fabrikgebäude ein Gedenkraum eingerichtet, der von der SED initiiert und vom Ministerium für Volksbildung unterstützt worden war. Besuchern war die Gedenkstätte erst nach vorheriger Anmeldung bei der SED-Kreisleitung Hainichen zugänglich. Leiter und maßgeblicher Initiator der Gedenkstätte war bis 1989 der Lehrer Gottfried Weber. 1983, zum 50. Jahrestag der Errichtung des KZ Sachsenburg, wurde der Gedenkraum neu gestaltet.
Eine Dauerausstellung zeigte Schrifttafeln sowie Anschauungsobjekte, darunter einen Nachbau des Prügelbocks. Höhepunkt eines Gedenkstättenbesuchs war die Präsentation eines Dia-Ton-Vortrages zur Geschichte des KZ Sachsenburg in mehreren Sprachen, der von der SED-Kreisgeschichtskommission erstellt worden war. Strukturiert wurde der Vortrag durch die Strophen des „Sachsenburg-Liedes“, das die Häftlinge im Lager gesungen hatten.
Dem SED-Geschichtsbild entsprechend setzte die Ausstellung den Schwerpunkt auf den „Widerstandskampf“ der antifaschistischen Gefangenen. Die DDR sollte als Vermächtnis des kommunistischen Widerstands im Nationalsozialismus erscheinen. Bis 1989 besuchten etwa 135 000 Menschen die Gedenkstätte. Für Jugendliche war der Besuch häufig Teil der Vorbereitungen zur Jugendweihe. Vor dem Mahnmal fanden Zeremonien zur Aufnahme in die Freie Deutsche Jugend statt.

### Abwicklung der Gedenkstätte nach 1990
Das Ende der DDR brachte die Schließung der Gedenkstätte mit sich und die volkseigene Zwirnerei Sachsenburg stellte ihre Produktion in dem Fabrikgebäude ein. Nachdem die Treuhandanstalt die Anlage übernommen hatte, verschwanden Hinweis- und Gedenktafeln und die Gebäude verfielen. Ein Großteil der Ausstellungselemente des Gedenkraums wurde entsorgt. 1992 beschmierten Unbekannte das Ehrenmal mit rechten Parolen, die monatelang nicht beseitigt wurden. Der ehemaligen Gedenkstätte wurde vorgeworfen, ein einseitiges SED-Geschichtsbild vermittelt zu haben. In der öffentlichen Debatte wurde die Existenz eines Konzentrationslagers in Sachsenburg grundsätzlich angezweifelt.

## Künftige Gedenkstätte Sachsenburg

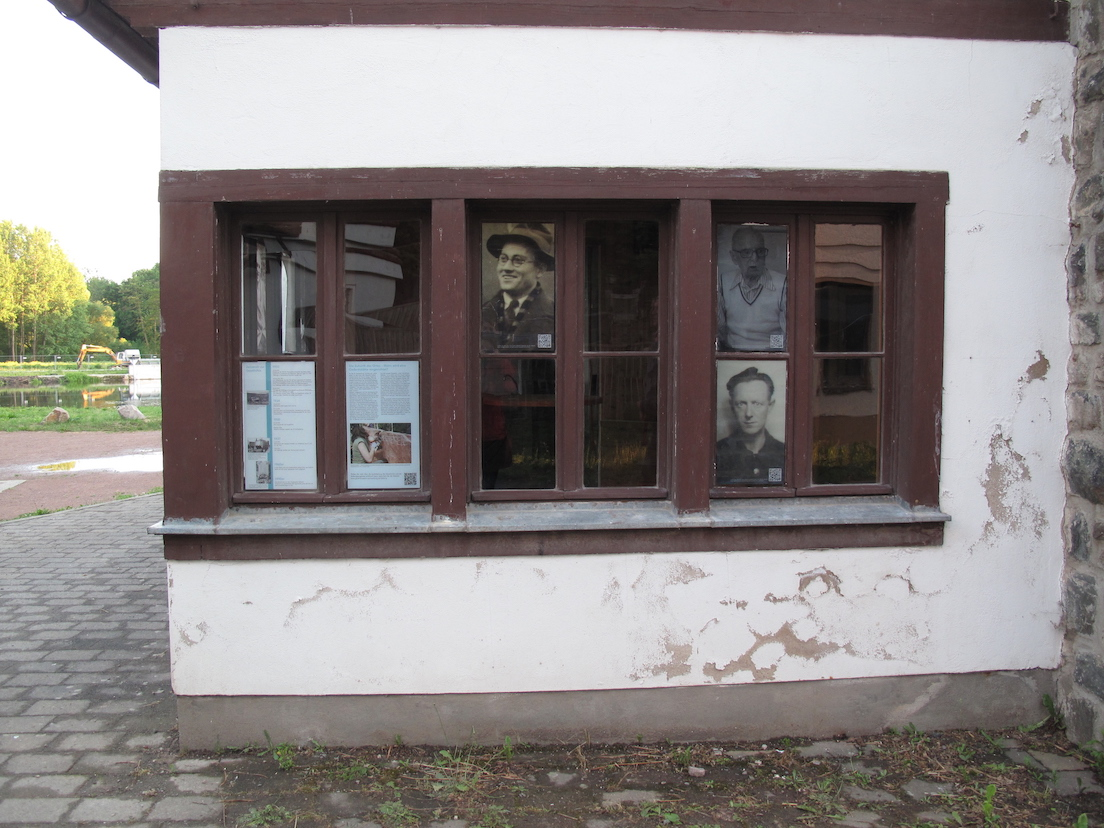
Die Außenraumausstellung der Initiative „Klick“ (2017)

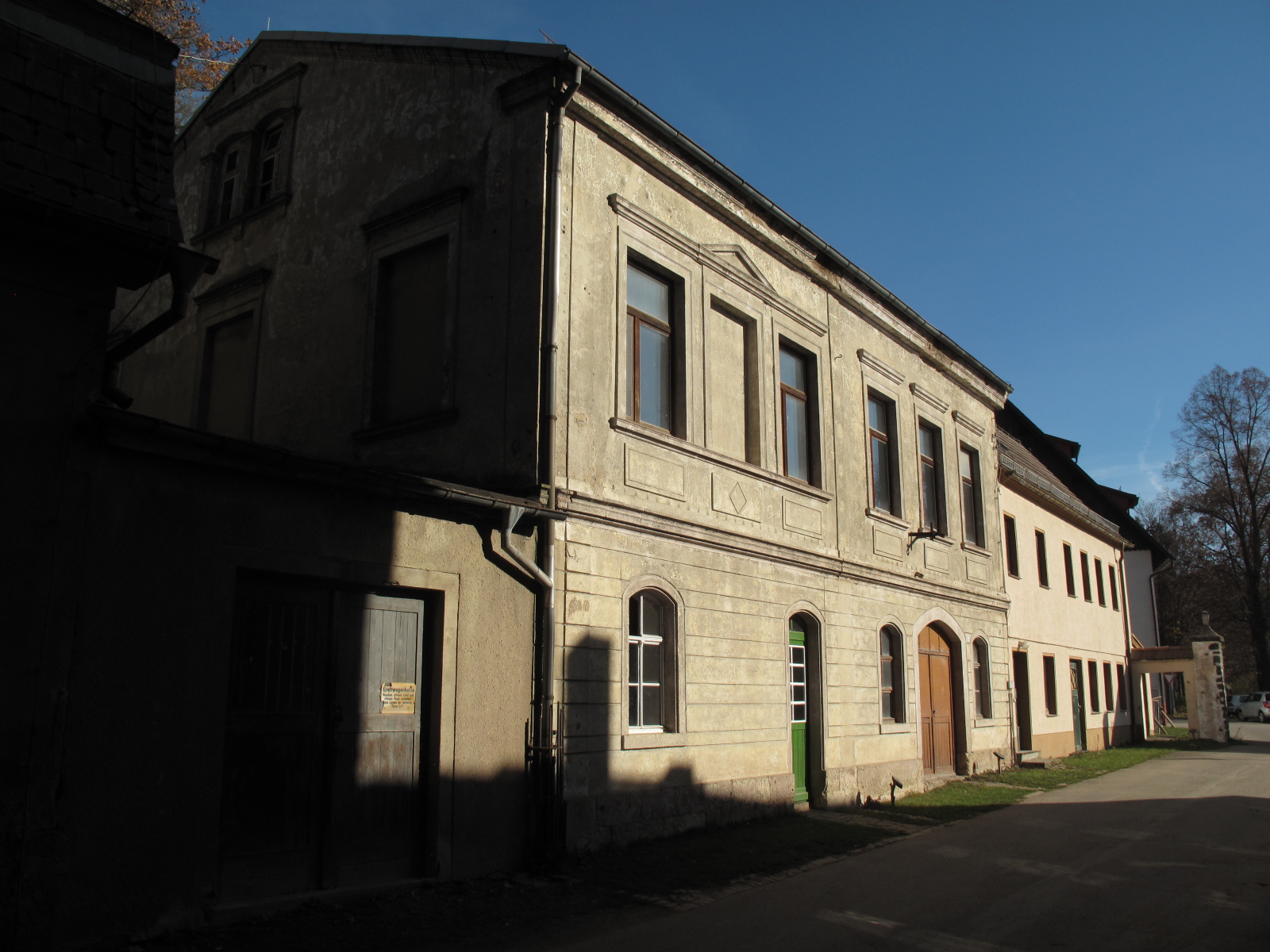
In der ehemaligen KZ-Kommandantur soll künftig eine Ausstellung gezeigt werden (2015)

### Kampf für eine neue Gedenkstätte
Bereits in den 1990er Jahren setzten sich ehemalige NS-Verfolgte für die Errichtung einer neuen Gedenkstätte ein. 1999 organisierten Mitglieder der VVN-BdA in Zusammenarbeit mit weiteren Ehrenamtlichen eine Ausstellung im Schloss Sachsenburg zur KZ-Geschichte. Seit 2010 wird die Ausstellung im Garagenbau auf dem früheren KZ-Gelände gezeigt, sie ist aber nur zu besonderen Anlässen zugänglich.
2009 gründeten ehemalige Häftlinge, Angehörige von Inhaftierten und Gleichgesinnte die „Lagerarbeitsgemeinschaft Sachsenburg“ mit dem erklärten Ziel, wieder einen Ort der Erinnerung zu schaffen. Außerdem setzte sich die 2010 von Jugendlichen gegründete Initiative „Klick“ für eine Gedenkstätte ein, aus ihr ist 2018 die „Geschichtswerkstatt Sachsenburg“ hervorgegangen. Diese betreibt die Website der Gedenkstätte Sachsenburg.
Zuletzt sorgte vor allem der von der Stadt Frankenberg beschlossene Abriss der früheren Kommandantenvilla für Proteste. Neben international bekannten Historikern forderten Familienangehörige von NS-Widerstandskämpfern sowie Prominente wie der Maler Gerhard Richter in einem öffentlichen Aufruf den Erhalt des Gebäudes. Anstatt historische Zeugnisse zu beseitigen, sollten die Verantwortlichen auf dem gesamten Areal des früheren Konzentrationslagers einen Lernort für Demokratie einrichten.

### Pläne für die künftige Gedenkstätte
Die Ende 2012 erfolgte Novelle des sächsischen Gedenkstättengesetzes stellte die institutionelle Förderung einer künftigen KZ-Gedenkstätte Sachsenburg in Aussicht. Trotzdem kamen die Planungen jahrelang nicht voran. Im Juni 2018 beschloss der Frankenberger Stadtrat schließlich die Einrichtung einer Gedenkstätte. Ein entsprechender Projektförderantrag im Rahmen der Gedenkstättenförderung wurde jedoch vom Bund abgelehnt.
Seither verfolgt die Stadt Frankenberg zwei Vorhaben: In der am Rande des ehemaligen KZ-Geländes gelegenen Gaststätte „Fischerschänke“ soll noch im Jahr 2020 ein provisorisches „Kommunikations- und Dokumentationszentrum“ eingerichtet werden. Außerdem arbeitet ein von der Stadt beauftragter Historiker an einem neuen Antrag auf Bundesförderung. Dafür soll unter anderem ein neues Konzept zum Umgang mit der Kommandantenvilla erarbeitet werden. Nach aktuellem Stand soll die ehemalige Kommandantenvilla, die 2014 in den Besitz der Stadt übergegangen ist, bis auf die Fundamente abgerissen werden. Eine Einbeziehung des Fabrikgebäudes, in welchem KZ-Häftlinge und Wachmannschaften untergebracht waren, in die Gedenkstättenkonzeption ist bislang nicht vorgesehen.
Gegen den vom Stadtrat gewünschten Abriss protestierten Fachleute. Die von der zuständigen Denkmalschutzbehörde genehmigten Abbrucharbeiten begannen im Oktober 2022. Nachdem eine Gebäudehälfte abgerissen war, forderten Denkmalpfleger einen Abrissstopp und eine fachgerechte Sicherung der Gebäudereste.